# کاسپین هلدینگ
کاسپین هلدینگ (انگلیسی: Kaspien Holding) شرکت خرده‌فروشی آمریکایی است، که در سال ۱۹۷۲ تأسیس شد.